# Allobico
Allobico o Allobich (greco: Allobikon, Ellebikon, Alabikos; ... – 409) è stato un generale germanico al servizio dell'imperatore romano Onorio.

## Biografia
Allobico era il comes domesticorum equitum di Onorio, il suo comandante della guardia a cavallo, ma riuscì a fare carriera con l'inganno. I soldati che si trovavano a Ravenna, infatti, si ribellarono dietro istigazione del prefetto del pretorio Giovio e con la complicità di Allobico, chiedendo la rimozione dei loro generali (Turpilione e Vigilanzio) e di due eunuchi di corte (il ciambellano di corte Terenzio e il suo vice Arsacio); per paura della rivolta, Onorio acconsentì che Giovio, che ufficialmente non era partecipe della rivolta, rimuovesse i generali e gli eunuchi (i primi vennero imbarcati per andare in esilio, ma uccisi per ordine di Giovio, Terenzio fu inviato in Oriente e Arsacio a Mediolanum). Allobico ricevette allora la carica di magister equitum, comandante della cavalleria, che era stata di Vigilanzio, mentre l'eunuco Eusebio ricevette il rango di praepositus sacri cubiculi che era stata di Terenzio.
Nel 407, Onorio aveva dovuto subire l'usurpazione di Costantino III, che aveva preso il controllo della Britannia Romana, della Gallia e della Hispania; quando però, nel 409 si trovò a dover fronteggiare i Visigoti di Alarico I, l'imperatore accettò di riconoscere l'usurpatore in cambio del suo aiuto contro i barbari.
L'ambasciata che aveva portato all'alleanza tra Onorio e Costantino era stata condotta da Giovino, il quale aveva stretto amicizia con Allobico alla corte di Ravenna. Allobico e Giovino progettarono probabilmente un piano per deporre Onorio, che sarebbe dovuto scattare all'arrivo di Costantino e del suo esercito in Italia in occasione della campagna dell'usurpatore contro Alarico. Avvenne però che Allobico entrasse in contrasto con Eusebio, il praepositus sacri cubiculi di Onorio: la loro acrimonia aumentò a tal punto che Allobico fece uccidere Eusebio per bastonatura. Dopo poco tempo, mentre Costantino era appena entrato in Italia e si trovava in Liguria, Allobico venne assassinato mentre prendeva parte ad una processione; è probabile che il mandante dell'assassinio fosse Onorio, il quale scese da cavallo subito dopo la morte del suo magister equitum e ringraziò l'assassino.
Sebbene non vi siano prove dell'esistenza di un accordo tra Allobico e Costantino, le fonti concordano nel dire che Costantino fosse entrato in Italia con lo scopo di conquistarla e che si ritirò in Gallia non appena gli giunse voce della morte di Allobico, il quale sarebbe stato assassinato perché sospettato di tradimento da Onorio.

### Fonti primarie
- Sozomeno, Storia ecclesiastica, ix.12.4
- Zosimo, Storia nuova, v.47.1, v.48.1.

### Fonti secondarie
- Bury, John Bagnell, et alii, The Cambridge Ancient History, Cambridge University Press, 1925, ISBN 0521302005, p. 129.
- Livermore, Harold V., Twilight of the Goths: The Kingdom of Toledo, C. 560-711, Intellect Books, 2006, ISBN 1841509663, p. 31.